# Mazeley
Mazeley és un municipi francès, situat al departament dels Vosges i a la regió del Gran Est. L'any 2007 tenia 243 habitants.

## Demografia

### Població
El 2007 la població de fet de Mazeley era de 243 persones. Hi havia 102 famílies, de les quals 24 eren unipersonals (8 homes vivint sols i 16 dones vivint soles), 43 parelles sense fills i 35 parelles amb fills.
La població ha evolucionat segons el següent gràfic:
Habitants censats

### Habitatges
El 2007 hi havia 109 habitatges, 103 eren l'habitatge principal de la família, 2 eren segones residències i 4 estaven desocupats. 106 eren cases i 2 eren apartaments. Dels 103 habitatges principals, 94 estaven ocupats pels seus propietaris i 9 estaven llogats i ocupats pels llogaters; 1 tenia dues cambres, 12 en tenien tres, 37 en tenien quatre i 53 en tenien cinc o més. 91 habitatges disposaven pel capbaix d'una plaça de pàrquing. A 34 habitatges hi havia un automòbil i a 53 n'hi havia dos o més.

### Piràmide de població
La piràmide de població per edats i sexe el 2009 era:
| Homes | Edats   | Dones |
| ----- | ------- | ----- |
| 0     | 95 o +  | 4     |
| 0     | 90 a 94 | 0     |
| 0     | 85 a 89 | 0     |
| 0     | 80 a 84 | 4     |
| 4     | 75 a 79 | 4     |
| 8     | 70 a 74 | 8     |
| 0     | 65 a 69 | 8     |
| 4     | 60 a 64 | 8     |
| 8     | 55 a 59 | 4     |
| 20    | 50 a 54 | 16    |
| 8     | 45 a 49 | 4     |
| 20    | 40 a 44 | 8     |
| 8     | 35 a 39 | 20    |
| 4     | 30 a 34 | 0     |
| 12    | 25 a 29 | 4     |
| 8     | 20 a 24 | 12    |
| 12    | 15 a 19 | 4     |
| 4     | 10 a 14 | 12    |
| 4     | 5 a 9   | 0     |
| 0     | 0 a 4   | 4     |

## Economia
El 2007 la població en edat de treballar era de 167 persones, 118 eren actives i 49 eren inactives. De les 118 persones actives 111 estaven ocupades (61 homes i 50 dones) i 7 estaven aturades (4 homes i 3 dones). De les 49 persones inactives 19 estaven jubilades, 7 estaven estudiant i 23 estaven classificades com a «altres inactius».

### Ingressos
El 2009 a Mazeley hi havia 112 unitats fiscals que integraven 266 persones, la mediana anual d'ingressos fiscals per persona era de 18.642 €.

### Activitats econòmiques
Dels 4 establiments que hi havia el 2007, 1 era d'una empresa de fabricació d'altres productes industrials, 1 d'una empresa de construcció, 1 d'una empresa de comerç i reparació d'automòbils i 1 d'una empresa de serveis.
Dels 2 establiments de servei als particulars que hi havia el 2009, 1 era un taller de reparació d'automòbils i de material agrícola i 1 lampisteria.
L'any 2000 a Mazeley hi havia 7 explotacions agrícoles que ocupaven un total de 384 hectàrees.

## Poblacions més properes
El següent diagrama mostra les poblacions més properes.